# Lone Star (pousseur)
Pour les articles homonymes, voir Lone Star.
Lone est un pousseur historique construit en 1868 maintenant exposé comme navire musée à Le Claire dans l'Iowa.  Il est en cale sèche au Buffalo Bill Museum (en) de LeClaire. C'est le plus ancien des trois pousseurs à vapeur qui subsistent et le seul à avoir une coque en bois. 

## Historique
Le Lone Star est un pousseur à vapeur à coque en bois et à roue à aubes de 27 m, avec une proue pointue, un fond plat et un bouchain dur. Avec la roue à aubes arrière ajoutée, la longueur totale du navire est de 32 m. La coque est divisée intérieurement en trois compartiments étanches. Il a une superstructure à deux ponts, le pont principal abritant les machines de propulsion et les chaudières à vapeur, avec des bacs à charbon à l'avant, des chaudières au centre et des moteurs à l'arrière. Un pont supérieur au-dessus des chaudières qui abrite la timonerie et les quartiers de l'équipage.
À l'origine, le bateau était un bateau à roues latérales à bois, exploité comme transport de fret. En 1890, il a été remodelé et reconfiguré en bateau à aubes, pour être utilisé comme pousseur. Lone Star a été remodelé une deuxième fois en 1899 aux chantiers navals Kahlke à Rock Island, dans l'Illinois. En 1922, il fut à nouveau modifié pour être utilisé dans les opérations de dragage. Le 21 avril 1968, le Lone Star est mis hors service et fut le dernier bateau à aubes à coque en bois intact qui sillonnait le fleuve Mississippi.

Il a été classé au registre national des lieux historiques le 20 décembre 1989 et nommé National Historic Landmark le 20 décembre 1989.